# Storia del Kazakistan

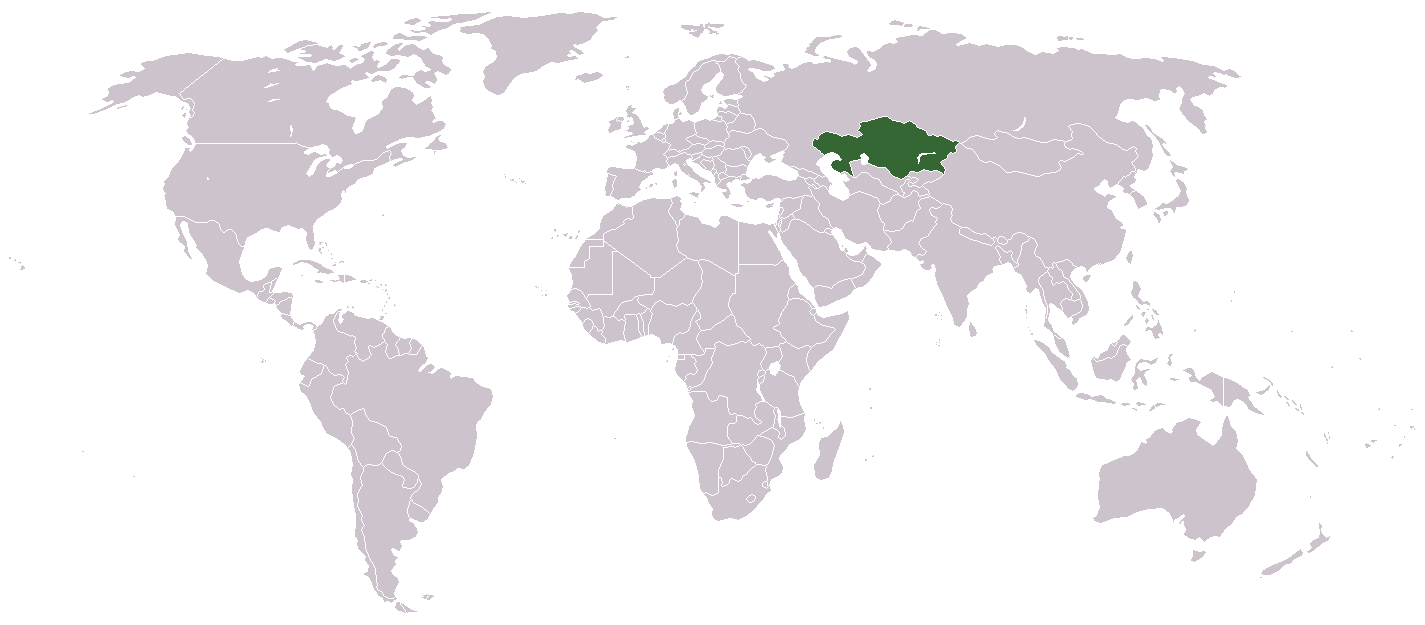
Posizione del Kazakistan in Asia centrale

Il Kazakistan, il più grande paese all'interno della steppa eurasiatica, è stato un "crocevia" storico e sede di numerosi popoli, Stati e imperi diversi nel corso della storia.

## Panoramica
L'attività umana nella regione è iniziata con il Pithecanthropus e il Sinanthropus estinti un milione e 800.000 anni fa nei Monti Karatau e nelle aree del Caspio e dei Balcani. I Neanderthal erano presenti da 140.000 a 40.000 anni fa nei Monti Karatau e nel Kazakistan centrale. Il moderno Homo sapiens è apparso tra i 40.000 e 12.000 anni fa nel Kazakistan meridionale, centrale e orientale. Dopo la fine dell'ultimo periodo glaciale (12.500 a 5.000 anni fa), gli insediamenti umani si diffusero in tutto il paese e portarono all'estinzione del mammut e del rinoceronte lanoso. Le comunità di cacciatori-raccoglitori inventarono archi e barche e usarono lupi addomesticati e trappole per la caccia.
La rivoluzione neolitica fu segnata dall'apparizione della zootecnia e dell'agricoltura, dando origine alle culture Atbasar, Kelteminar, Botai, e Ust-Narym. Alla cultura Botai (3600-3100 a.C.) è attribuita la prima domesticazione dei cavalli e in questo periodo apparvero anche ceramiche e strumenti in pietra levigata. Il IV e il III millennio furono testimoni dell'inizio della produzione del metallo, della fabbricazione di utensili in rame e dell'uso di stampi per fusione. Nel II millennio a.C., furono sviluppate le miniere di minerali nel Kazakistan centrale.
Il cambiamento climatico costrinse ad un massiccio trasferimento delle popolazioni dentro e fuori la cintura della steppa. Il periodo arido che durò dalla fine del II millennio all'inizio del I millennio a.C. provocò lo spopolamento delle aride cinture e delle aree delle oasi valle fluviali; le popolazioni di queste aree si spostarono a nord nella steppa della foresta.
In seguito alla fine del periodo arido all'inizio del I millennio a.C., popolazioni nomadi migrarono in Kazakistan da ovest e da est, ripopolando le aree abbandonate. Questi includevano diversi indo-iraniani, spesso noti collettivamente come i Saka.
Durante il IV secolo d.C. gli Unni controllarono il Kazakistan, assorbendo 26 territori indipendenti e unendo un certo numero di steppe e popoli della foresta in un unico stato. Gli Unni emigrarono a ovest. Il futuro Kazakistan venne assorbito dal Khaganato turco e dagli stati successivi.
Diversi stati indipendenti fiorirono in Kazakistan durante l'Alto Medioevo; i più noti erano l'Unione Kangar, il Khaganato turco occidentale, lo stato di Oghuz Yabgu e il Khaganato Karakhanide.
Nel XIII secolo il Kazakistan era sotto il dominio dell'Impero mongolo e rimase nella sfera degli stati mongoli che si succedettero per 300 anni. Parti del paese iniziarono ad essere annesse dall'impero russo nel XVI secolo, il resto venne gradualmente assorbito nel Turkestan russo a partire dal 1867. La moderna Repubblica del Kazakistan divenne un'entità politica durante la suddivisione sovietica del Turkestan russo degli anni '30.

## Preistoria
Gli umani hanno abitato il Kazakistan dal Paleolitico inferiore, perseguendo generalmente la pastorizia nomade per la quale il clima e il terreno della regione sono adatti. Le culture preistoriche dell'età del bronzo che si estendevano nella regione includono lo Srubna, l'Afanasevo e l'Andronovo. Tra il 500 a.C. e il 500 d.C. il Kazakistan fu la patria dei Saka e degli Unni, le prime culture guerriere nomadi.
Secondo il Journal of Archaeological Science, nel luglio 2020, gli scienziati della South Ural State University hanno studiato due cavalli della tarda età del bronzo con l'aiuto del radiocarbonio risalente a Kurgan 5 del cimitero Novoilinovsky 2 nella città di Lisakovsk nella regione di Qostanay. Il ricercatore Igor Chechushkov, ha indicato che gli Andronoviti avevano un'abilità nell'equitazione di diversi secoli prima di quanto molti ricercatori si aspettassero in precedenza. Tra i cavalli della ricerca, lo stallone aveva quasi 20 anni e la cavalla aveva 18 anni. Secondo gli scienziati, gli animali venivano seppelliti con la persona che l'accompagnavano per tutta la vita e venivano usati non solo per il cibo, ma anche per imbrigliare i veicoli e per cavalcare.

## Dal I all'VIII secolo

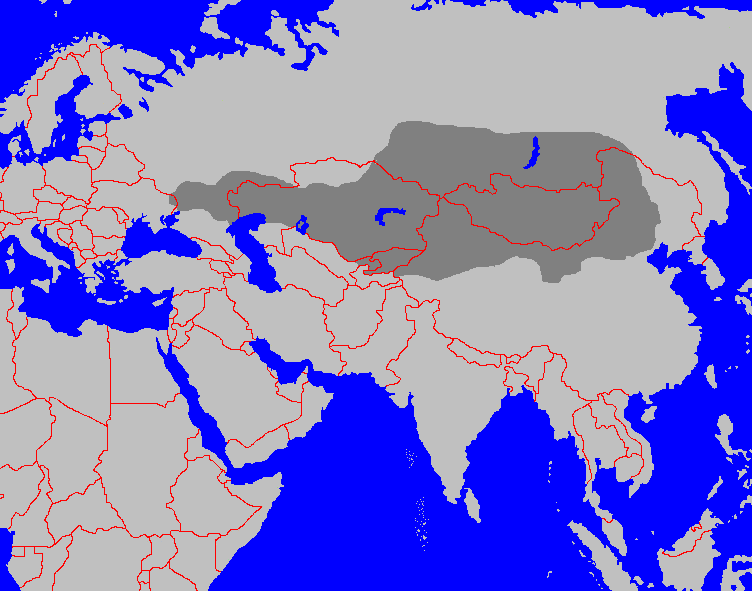
La più grande estensione dell'influenza degli Xiongnu nel II secolo a.C.

All'inizio del primo millennio, le steppe ad est del Caspio erano disabitate ma con insediamenti di una certa varietà di popoli, principalmente nomadi che parlavano lingue indoeuropee e uraliche, tra cui gli Alani, gli Aorsi, i Budini, gli Issedoni/Wusun, i Madjars, i Massageti, e i Saci. I nomi e i rapporti tra i componenti di questi popoli erano talvolta fluidi e intercambiabili. Alcuni di essi avrebbero formato degli stati, tra cui gli Yancai (a nord-ovest del Mare d'Aral) e i Kangju a est. Nel corso di diversi secoli, l'area divenne dominata dal turco e da altre lingue esogene, che arrivarono con gli invasori nomadi e i coloni dall'est.
In seguito all'ingresso degli Unni molti degli abitanti precedenti migrarono verso ovest in Europa o furono assorbiti dagli Unni. Nel 91 d.C., secondo Tacito, gli Unni avevano raggiunto la depressione di Turan, compresa la regione di Atyrau (Kazakistan nord-occidentale). L'attenzione dell'Impero Hun si spostò gradualmente verso ovest dalle steppe verso l'Europa orientale.
Per alcuni secoli, gli eventi nel futuro Kazakistan furono poco chiari e spesso oggetto di speculazioni basate su storie popolari mitiche o apocrife, molto famose tra i vari popoli che migrarono verso ovest attraverso le steppe.
Dalla metà del II secolo, lo Yueban - un ramo degli Xiongnu e quindi probabilmente collegati agli Unni - stabilirono uno stato nell'estremo est del Kazakistan. 

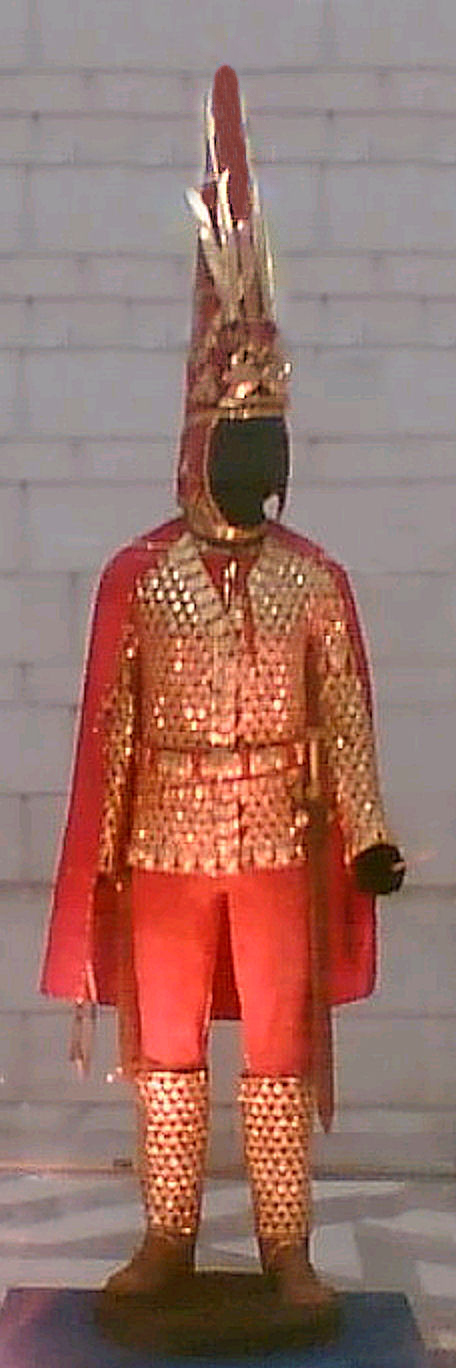
Armatura da parata in stile catafratto di un Saka reale del kurgan di Issyk.

Nel corso dei secoli successivi, popoli come gli Akatziri, gli Avari (noti in seguito come gli Avari della Pannonia; da non confondere con gli Avari del Caucaso), Sabir e Bulgari emigrarono nell'area e nel Caucaso e nell'Europa orientale.
All'inizio del VI secolo, il Khaganato proto-mongolo di Rouran aveva annesso aree che successivamente facevano parte del Kazakistan orientale. 

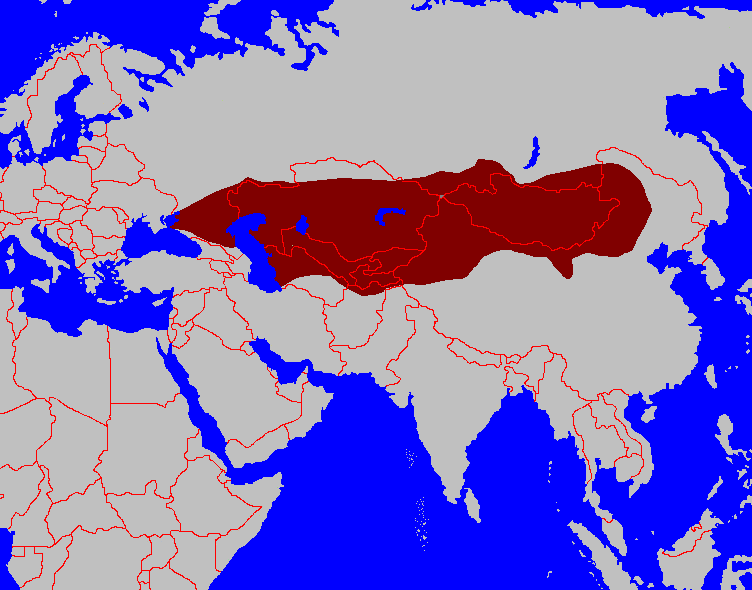
Khaganato turco nel 570

I Göktürks, un popolo turco precedentemente soggetto ai Rouran, emigrarono verso ovest, spingendo la rimanenza degli Unni a ovest e a sud. Verso la metà del VI secolo, le steppe eurasiatiche centrali erano state controllate dal Khaganato turco, noto anche come Khaganato Göktürk. Qualche decennio più tardi, una guerra civile provocò la divisione del Khaganato e l'istituzione del Khaganato turco occidentale, sotto le tribù Onogur e il Khaganato turco orientale (sotto i Göktürks). Nel 659, il Khaganato turco occidentale fu posto fine dall'Impero Tang . Verso la fine del VII secolo, i due stati furono riuniti nel Secondo Khaganato turco . Tuttavia, il khaganato iniziò a frammentarsi solo dopo poche generazioni.
Nel 766 fu fondato lo stato di Oghuz Yabgu ( Oguz il ), con capitale Jankent, che occupò gran parte del Kazakistan successivo. Fu fondata dai rifugiati Oguz Turchi dal vicino Khaganato Turgesh . Gli Oguz persero una battaglia contro i Karluk per il controllo del Turgesh, altri clan Oguz emigrarono dallo Zhetysu controllato dal Turgesh ai Monti Karatau e alla valle Chu, nel bacino di Issyk Kul.

## Dall’VIII al XV secolo
Nell'VIII e nel IX secolo, parti del Kazakistan meridionale furono conquistate dagli arabi che vi introdussero l'Islam. I turchi Oghuz controllarono il Kazakistan occidentale dal IX fino all'XI secolo; i popoli Kimak e Kipchak, anch'essi di origine turca, controllarono l'est all'incirca nello stesso periodo. A loro volta i Cumani controllarono il Kazakistan occidentale da circa il XII secolo fino al 1220. Il grande deserto centrale del Kazakistan è infatti ancora chiamato Dashti-Kipchak, o steppa di Kipchak.

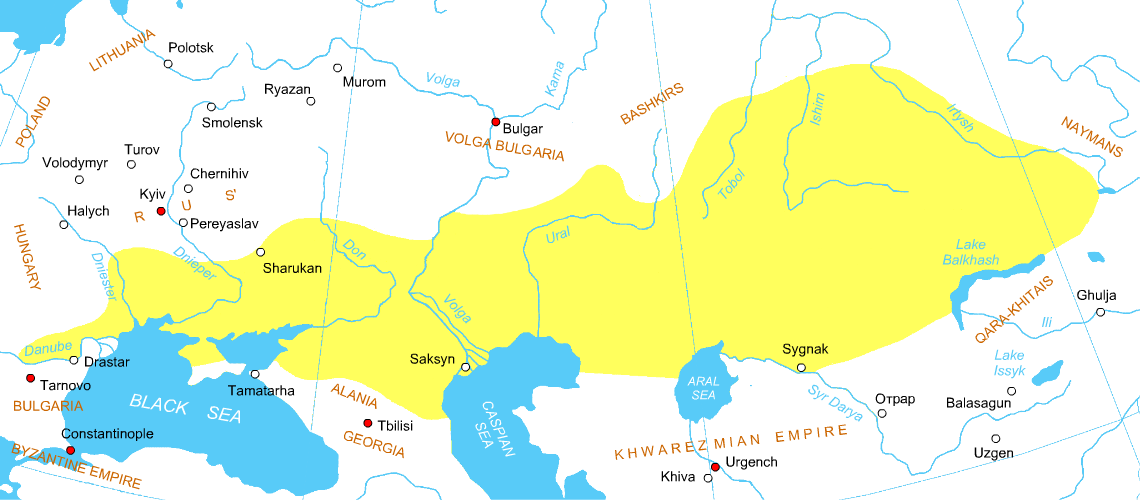
Confederazione Cuman – Kipchak in Eurasia intorno al 1200

Nel IX secolo la confederazione di Qarluq formò lo stato Karakhanide, che conquistò la Transoxiana (l'area a nord e ad est del fiume Oxus, l'attuale Amu Darya). A partire all'inizio dell'XI secolo, i Karakhanidi combatterono costantemente tra loro e assieme i Turchi Selgiuchidi a sud. I Karakhanidi, che si erano convertiti all'Islam, furono conquistati nel 1130 dai Kara-Khitay (un popolo mongolo che si trasferì a ovest dalla Cina del Nord. A metà del XII secolo uno stato indipendente di Corasmia lungo il fiume Oxus si staccò dall'indebolimento Karakitay, ma la maggior parte del Kara-Khitay durò fino all'invasione mongola di Genghis Khan dal 1219 al 1221.
Dopo la cattura mongola del Kara-Khitay, il Kazakistan cadde sotto il controllo di una serie di sovrani dell'Orda d'oro (il ramo occidentale dell'Impero mongolo). L'orda, o jüz, è simile all'attuale tribù o clan che vive nel paese. All'inizio del XV secolo la struttura dominante si era divisa in diversi grandi gruppi noti come khanati, che includevano l'Orda Nogai e il Khanato kazako.

## Khanato kazako (1465–1731)
Il khanato kazako fu fondato nel 1465 nella regione di Semireč'e (oggi regione di Zhetisu), nel Kazakistan sud-orientale, da Janybek Khan e Kerey Khan. Durante il regno di Kasym Khan (1511-1523), il khanato si espanse considerevolmente. Kasym Khan istituì il primo codice di leggi kazako, Qasym Khannyn Qasqa Zholy (Strada luminosa di Kasym Khan), nel 1520. Il khanato è descritto in testi storici come il Tarikh-i-Rashidi (1541-1545) di Muhammad Haidar Dughlat e Zhamigi-at-Tavarikh (1598-1599) di Kadyrgali Kosynuli Zhalayir.
Al suo apice, il khanato governava parti dell'Asia centrale e della Cumania. I nomadi kazaki fecero irruzione nei territori russi per ottenere degli schiavi. I principali khan kazaki includevano Haknazar Khan, Esim Khan, Tauke Khan e Ablai Khan.
Il khanato kazako non ha sempre avuto un governo unificato. I kazaki erano tradizionalmente divisi in tre gruppi, o zhuzes: anziani, medi e giovani. Gli zhuzes dovettero accettare di avere un khan comune. Nel 1731 non vi fu una forte leadership kazaka; i tre zhuzes furono incorporati uno per uno nell'impero russo e il khanato cessò di esistere.

## Impero russo (1731–1917)

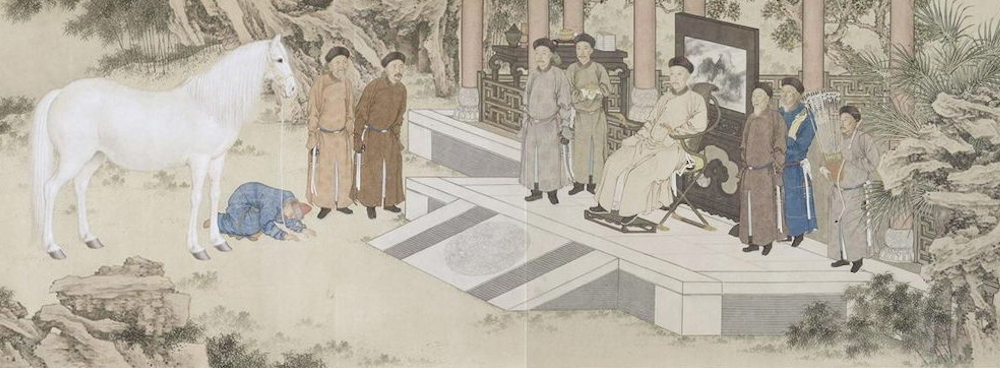
Gli inviati kirghisi danno un cavallo bianco all'imperatore di Qianlong in Cina (1757), subito dopo che i Qing espulsero i mongoli dallo Xinjiang. Presto iniziarono i commerci di Yining e Tacheng di cavalli kazaki, pecore e capre per tessuti cinesi di seta e cotone.

Commercianti e soldati russi iniziarono ad apparire sul bordo nord-occidentale del territorio kazako nel XVII secolo, quando i cosacchi stabilirono dei forti che in seguito divennero le città di Yaitsk (la moderna Oral) e Guryev (la moderna Atyrau). I russi furono in grado di impadronirsi del territorio kazako perché i khanati erano preoccupati dei Zungari, che iniziarono a trasferirsi nella regione da est alla fine del XVI secolo. Costretti a ovest, i kazaki furono presi tra i Calmucchi e i russi.
Due orde kazake dipendevano dagli Oirati Huntaiji. Nel 1730 Abul Khayr, un khan dell'Orda minore, cercò l'assistenza russa. Sebbene l'intenzione di Khayr fosse quella di formare un'alleanza temporanea contro i più forti Calmucchi, i russi ottennero il controllo dell'Orda Minore. Nel 1798 conquistarono l'Orda di Mezzo, ma la Grande Orda rimase indipendente fino al 1820 (quando l'espansione del khanato di Kokand a sud costrinse i khan della Grande Orda ad accettare la protezione russa, che sembrava loro il minore dei due mali).
L'impero russo iniziò a integrare la steppa kazaka. Tra il 1822 e il 1848 furono sospesi i tre principali khan kazaki della Piccola, Medio e Grande Orda. I russi costruirono molti forti per controllare i territori conquistati. Inoltre, i coloni russi erano dotati di terra, mentre le tribù nomadi avevano meno area disponibile per guidare le loro greggi. Molte tribù nomadi furono costrette ad adottare stili di vita sedentari. A causa della politica dell'Impero russo, tra il 5 e il 15% della popolazione della steppa kazaka divennero degli immigrati.
La colonizzazione del Kazakistan del XIX secolo da parte della Russia fu rallentata da ribellioni e guerre, come le insurrezioni guidate da Isatay Taymanuly e Makhambet Utemisuly dal 1836 al 1838 e la guerra guidata da Eset Kotibaruli dal 1847 al 1858. Nel 1863, l'Impero russo annunciò una nuova politica che rivendicava il diritto di annettere aree riottose ai suoi confini. Ciò portò immediatamente alla conquista del resto dell'Asia centrale e alla creazione di due distretti amministrativi: il Generale-Gubernatorstvo del Turkestan russo e delle Steppe. La maggior parte dell'attuale Kazakistan, incluso Almaty (Verny), si trovava nel secondo distretto.

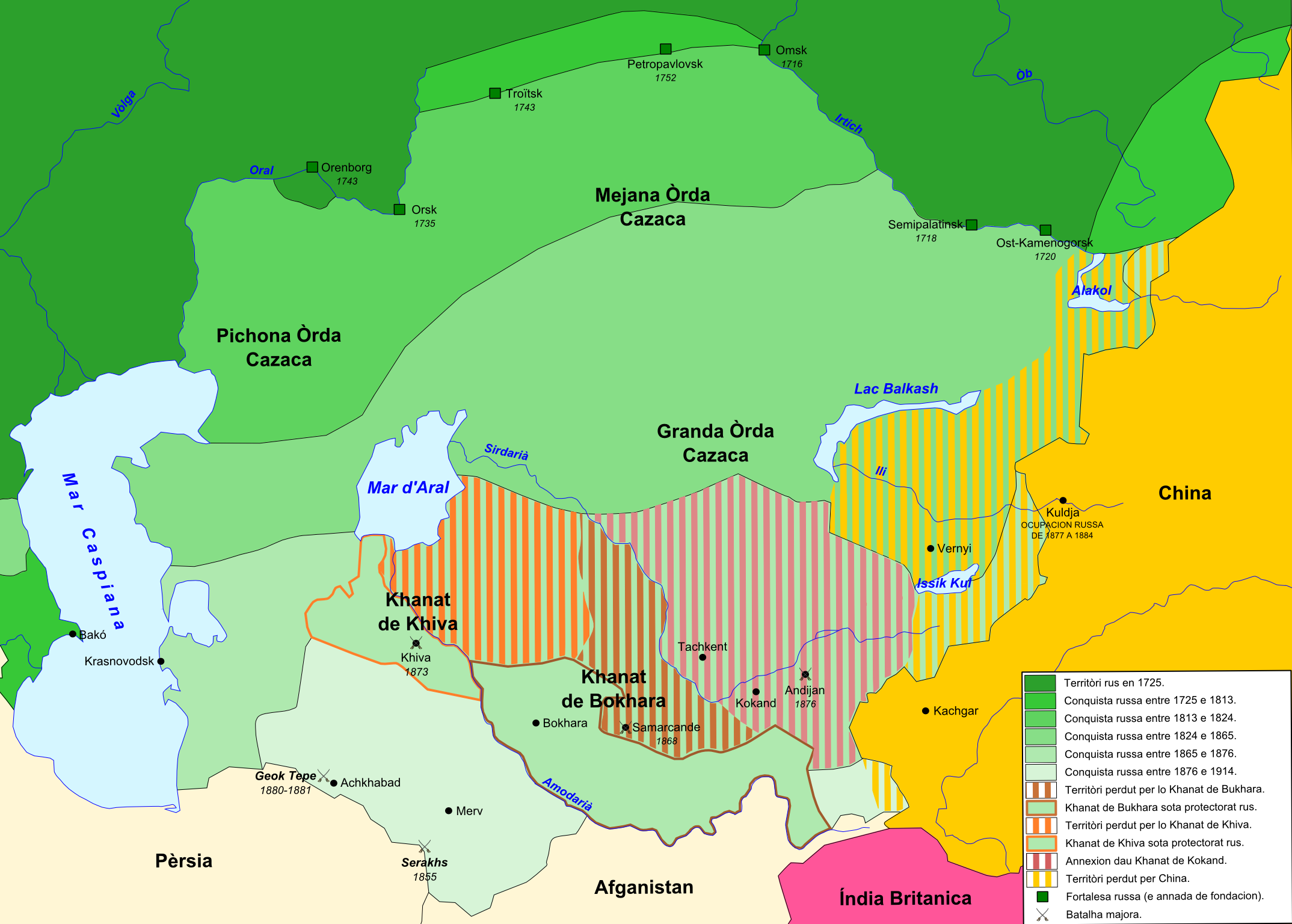
Conquista russa dell'Asia centrale

Durante il XIX secolo, i kazaki ebbero un notevole incremento demografico, che passò da circa il 72% nel 1820 a circa l'88% nel 1880. Nella prima parte del secolo, i kazaki erano persino più numerosi dei russi. Tuttavia, in quel secolo, la Russia conquistò molti paesi e subì una rivoluzione del fattore umano, che in seguito portò a una maggiore demografia. Tuttavia, la demografia dei kazaki era ancora più elevata rispetto alle altre nazioni dell'Asia centrale, che oggi sono chiamate Kirghizistan, Turkmenistan e Uzbekistan. Potrebbero esserci diverse ragioni per questo sorprendente primo livello demografico. Innanzitutto, la quota dei coloni potrebbe spiegare una parte di questo effetto, sebbene i russi fossero una minoranza nella steppa kazaka. In secondo luogo, la situazione nutrizionale relativamente buona in Kazakistan. La malnutrizione proteica che ha afflitto molte altre popolazioni delle nazioni dell'Asia centrale era assente in Kazakistan. Inoltre, i coloni russi degli anni 1870 e 1880 potrebbero aver simulato il cosiddetto apprendimento da contatto. I kazaki hanno iniziato a investire di più nel capitale umano perché hanno osservato che i russi avevano successo in quel settore.
All'inizio del XIX secolo, i forti russi iniziarono a limitare l'area su cui le tribù nomadi potevano guidare le loro greggi. L'ultima interruzione del nomadismo ebbe inizio nel 1890, quando molti coloni russi furono introdotti nelle fertili terre del Kazakistan settentrionale e orientale.
Nel 1906 fu completata la ferrovia Trans-Aral tra Orenburg e Tashkent, facilitando la colonizzazione russa delle fertili terre di Zhetysu. Tra il 1906 e il 1912, oltre mezzo milione di fattorie russe furono istituite come parte delle riforme del Ministro degli Interni russo Pëtr Stolypin; le fattorie fecero pressione sullo stile tradizionale di vita kazako, occupando pascoli e usando le scarse risorse idriche. L'amministratore del Turkestan (nell’attuale Kazakistan), Vasile Balabanov, era responsabile per il reinsediamento russo in quel periodo.
Affamati e sfollati, molti kazaki si unirono al movimento Basmachi contro la coscrizione nell'esercito imperiale russo ordinato dallo zar nel luglio 1916 come parte dello sforzo bellico contro la Germania nella prima guerra mondiale. Alla fine del 1916, le forze russe soppressero la diffusa resistenza armata alla presa di terra e alla coscrizione degli asiatici centrali. Migliaia di kazaki furono uccisi e altre migliaia fuggirono in Cina e Mongolia. Molti kazaki e russi combatterono l'acquisizione comunista e resistettero al suo controllo fino al 1920.

## L’autonomia Alash (1917–1920)
Nel 1917 l’autonomia Alash (Orda di Alash), un gruppo di nazionalisti secolari che prendevano il nome da un leggendario fondatore del popolo kazako, tentarono di istituire un governo nazionale indipendente. Lo stato dell’Autonomia Alash, è durato per oltre due anni (dal 13 dicembre 1917 al 26 agosto 1920) prima di arrendersi alle autorità bolsceviche che cercavano di preservare il controllo russo sotto un nuovo sistema politico.

## L’Unione Sovietica (1920-1991)
La Repubblica Sovietica Socialista Autonoma Kirghiza, fondata nel 1920, fu ribattezzata Repubblica Sovietica Socialista Autonoma kazaka nel 1925, quando i kazaki si erano ufficialmente distinti dal Kirghizistan . Sebbene l'Impero russo riconoscesse la differenza etnica tra i gruppi, li chiamò entrambi "kirghisi" per evitare confusione tra i termini "kazako" e cosacchi (entrambi nomi che derivano dal termine "uomo libero" turco).
Nel 1925 la capitale originaria della repubblica, Orenburg, fu reincorporata nel territorio russo e Qyzylorda divenne la capitale fino al 1929. Almaty (conosciuta come Alma-Ata durante il periodo sovietico), una città di provincia nell'estremo sud-est, divenne la nuova capitale nel 1929. Nel 1936, il territorio fu ufficialmente separato dalla Repubblica socialista federativa sovietica russa (RSFSR) e formò una repubblica sovietica: la Repubblica socialista sovietica kazaka. Con una superficie di 2 717 300 km² (1 049 200 mi²)    , l'SSR kazako era la seconda repubblica più grande dell'Unione Sovietica.

### Carestie (1929–1934)
Dal 1929 al 1934, quando Iosif Stalin cercò di collettivizzare l'agricoltura, il Kazakistan subì ripetute carestie simili a quelle che alcuni definiscono come Holodomor in Ucraina; in entrambe le repubbliche e nello SFSR russo, i contadini macellarono il loro bestiame in segno di protesta contro la politica agricola sovietica. Durante quel periodo, oltre un milione di residenti e l'80% del bestiame della repubblica morirono. Altre migliaia tentarono di fuggire in Cina, anche se la maggior parte vi morì per fame nel tentativo. Secondo Robert Conquest, "L'applicazione della teoria dei partiti ai kazaki, e in misura minore agli altri popoli nomadi, equivaleva all'imposizione forzata di uno stereotipo non sperimentato su un ordine sociale funzionante, con risultati disastrosi. E in termini umani significava morte e sofferenza persino maggiori che in Ucraina ".

### ALZhIR (1938-1953)

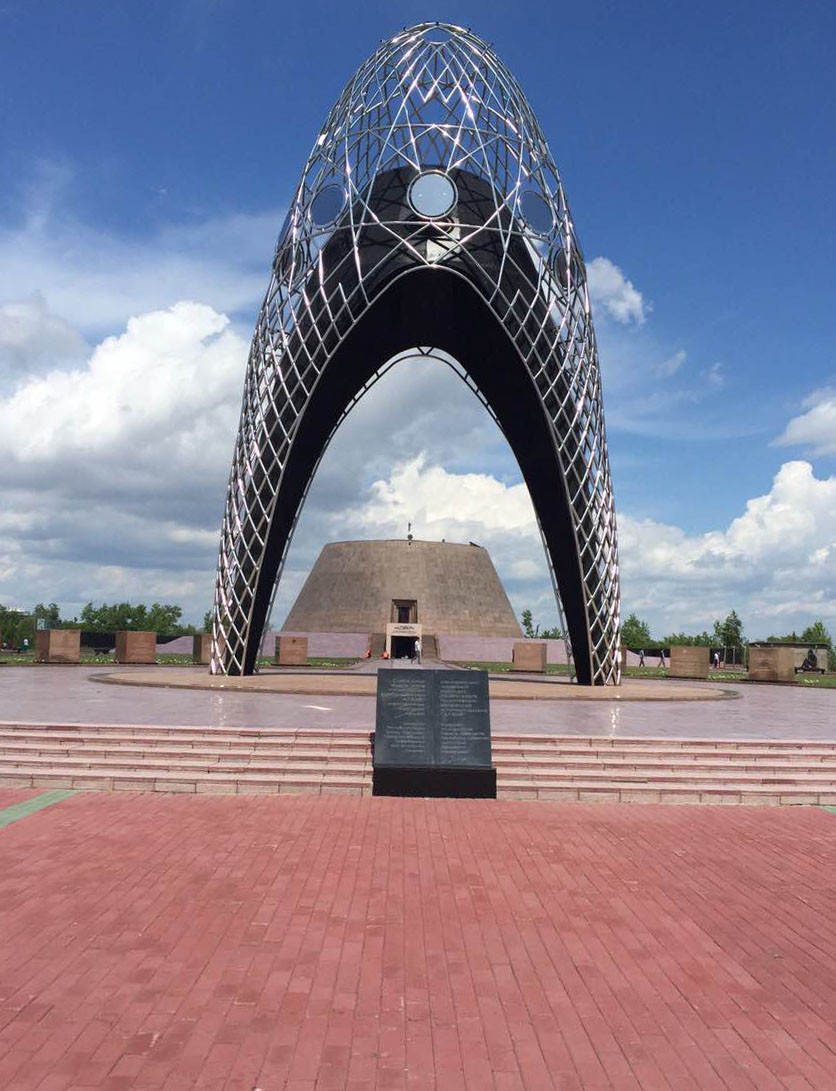
Ingresso ad ALZhIR

L'Ordine NKVD 00486 del 15 agosto 1937 segnò l'inizio della repressione di massa contro il ChSIR: membri delle famiglie di traditori della Patria ( in russo ЧСИР: члены семьи изменника Родины?). L'ordine diede il diritto di arrestare senza prove di colpevolezza e ha inviato anche le donne come prigioniere politiche nei campi per la prima volta. In pochi mesi, le donne "traditrici" furono arrestate e condannate scontando da cinque a otto anni di carcere. Più di 18.000 donne furono arrestate e circa 8.000 prestarono servizio ad ALZhIR - il campo delle mogli dei traditori di Akmolinsk contro la madrepatria ( in russo Акмолинский лагерь жён изменников Родины (А. Л. Ж. И. Р.)?). Includevano le mogli di statisti, politici e personaggi pubblici nell'allora Unione Sovietica. Dopo la chiusura delle prigioni nel 1953, è stato riferito che 1.507 donne partorirono a causa di stupri da parte delle guardie.

### Migrazione sovietica interna
Molti cittadini sovietici delle regioni occidentali dell'URSS e gran parte dell'industria sovietica si trasferirono verso l'SSR kazako durante la seconda guerra mondiale, quando gli eserciti dell'Asse catturarono o minacciarono di catturare i centri industriali sovietici occidentali. Gruppi di tatari di Crimea, tedeschi e musulmani del Caucaso settentrionale furono deportati nel SSR kazako durante la guerra perché si temeva che avrebbero collaborato o avessero collaborato con i tedeschi. Molti polacchi dalla Polonia orientale furono deportati nel SSR kazako e la popolazione locale condivise il cibo con i nuovi arrivati.. Tra il maggio e il giugno 1954 da ricordare inoltre la Rivolta di Kengir.
Molti altri non kazaki arrivarono tra il 1953 e il 1965, durante la Campagna delle Terre Vergini del premier sovietico Nikita Krusciov (in carica dal 1958 al 1964). Quel programma vide enormi tratti di pascolo del SSR kazako coltivati a grano e altri cereali. Più insediamenti avvennero alla fine degli anni '60 e '70, quando il governo sovietico pagò dei premi ai lavoratori che partecipavano a un programma di trasferimento dell'industria sovietica più vicino ai depositi di carbone, gas e petrolio dell'Asia centrale. Negli anni '70 lo SSR kazako era l'unica repubblica sovietica in cui l'omonima nazionalità era una minoranza, a causa dell'immigrazione e della decimazione della popolazione nomade kazaka.
Lo SSR kazako ha svolto ruoli industriali e agricoli nel sistema economico sovietico controllato centralmente, con depositi di carbone scoperti nel corso del XX secolo che promisero di sostituire le riserve di carburante esaurite nei territori europei dell'URSS. La distanza tra i centri industriali europei e i giacimenti di carbone kazako rappresentava un formidabile problema, risolto solo in parte dagli sforzi sovietici di industrializzare l'Asia centrale. Ciò lasciò alla Repubblica del Kazakistan un'eredità mista dopo il 1991: una popolazione di quasi tutti russi piuttosto che kazaki; una classe di tecnocrati russi necessari al progresso economico ma etnicamente non assimilati, e un'industria energetica a base di carbone e petrolio la cui efficienza è limitata da infrastrutture inadeguate.

## Repubblica del Kazakistan (1991-oggi)

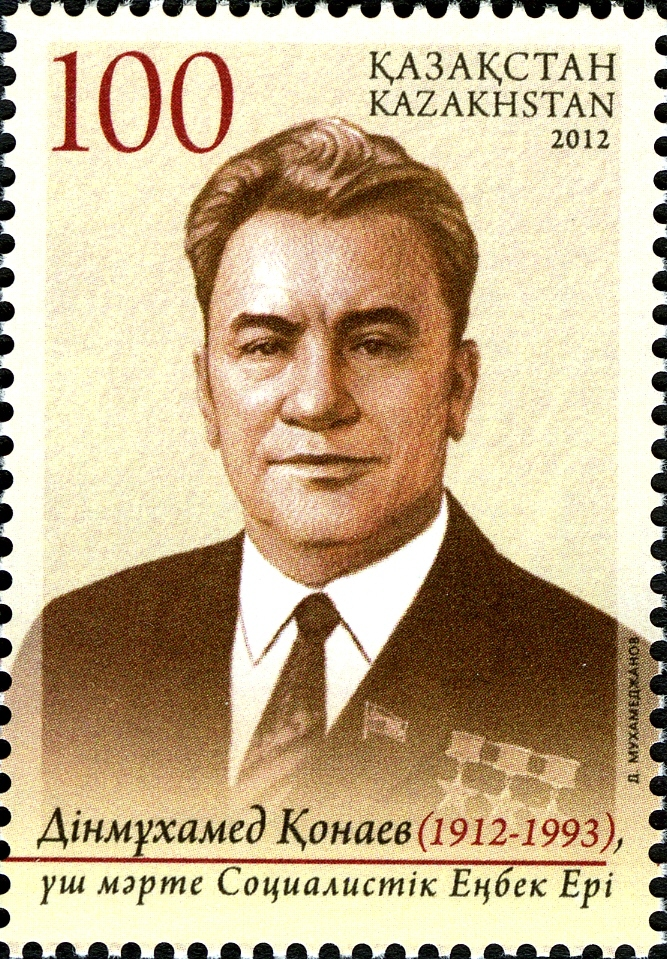
Segretario Generale del Partito Comunista del Kazakistan Dinmuchamed Kunaev (1964-1986)

Il 16 dicembre 1986, il Politburo sovietico licenziò il segretario generale di lunga data del Partito comunista del Kazakistan Dinmuchamed Kunaev . Il suo successore fu il non kazako Gennadij Kolbin di Ul'janovsk, in Russia, che scatenò manifestazioni per protestare contro questa mossa. Le proteste furono violentemente represse dalle autorità e "tra due e venti persone persero la vita e tra il 763 e il 1137 furono ferite. Tra i 2.212 e i 2.336 manifestanti furono arrestati". Quando Kolbin si preparò a eliminare la Lega della Gioventù Comunista fu fermato da Mosca, e nel settembre 1989 fu sostituita con il kazako Nursultan Nazarbaev.
Nel giugno 1990 Mosca dichiarò la sovranità del governo centrale sul Kazakistan, costringendo il Kazakistan a rilasciare una propria dichiarazione di sovranità. Lo scambio esacerbò le tensioni tra i due più grandi gruppi etnici della repubblica, che a quel punto erano numericamente uguali. A metà agosto, i nazionalisti kazaki e russi iniziarono a manifestare intorno all'edificio del parlamento del Kazakistan nel tentativo di influenzare la dichiarazione finale di sovranità in fase di elaborazione; la dichiarazione fu adottata in ottobre.

### L’Era di Nazarbaev
Come per le altre repubbliche sovietiche a quel tempo, il Parlamento nominò Nazarbaev come presidente e convertì la sua presidenza in presidenza della repubblica. A differenza dei presidenti delle altre repubbliche (in particolare gli Stati baltici), Nazarbaev rimase legato all'Unione Sovietica durante la primavera e l'estate del 1991 in gran parte perché considerava le repubbliche troppo interdipendenti economicamente per sopravvivere all'indipendenza. Tuttavia, ha anche combattuto per controllare la ricchezza minerale e il potenziale industriale del Kazakistan.
Questo obiettivo divenne particolarmente importante dopo il 1990, quando venne appreso che Michail Gorbačëv aveva negoziato un accordo con l'American Chevron Corporation per sviluppare il giacimento petrolifero di Tengiz in Kazakistan; Gorbaciov non consultò Nazarbaev finché i colloqui non furono quasi completati. Su insistenza di Nazarbaev, Mosca cedette il controllo delle risorse minerarie della repubblica nel giugno 1991 e l'autorità di Gorbačëv si sbriciolò rapidamente durante tutto l'anno. Nazarbaev continuò a sostenerlo, esortando altri leader della repubblica a firmare un trattato che creava l'Unione degli Stati sovrani che Gorbaciov aveva redatto in un ultimo tentativo di riunire l'Unione Sovietica.
A causa del tentativo di colpo di Stato sovietico dell'agosto 1991 contro Gorbaciov, il trattato sindacale non fu mai attuato. Ambivalente per la rimozione di Gorbačëv, Nazarbaev non ha condannato il tentativo di colpo di Stato fino al secondo giorno. Tuttavia, ha continuato a sostenere Gorbačëv e qualche forma di unione in gran parte a causa della sua convinzione che l'indipendenza sarebbe stata un suicidio economico.
Allo stesso tempo, Nazarbaev iniziò a preparare il Kazakistan per una maggiore libertà e indipendenza. Ha nominato economisti e dirigenti professionisti ad alte posizioni, e ha chiesto la consulenza di esperti di sviluppo ed economia all'estero. Il fuorilegge Partito Comunista del Kazakistan (CPK) seguì il tentativo di colpo di Stato che permise a Nazarbaev di assumere il controllo quasi completo dell'economia della repubblica, più del 90% dei quali era stato sotto la direzione parziale (o completa) del governo sovietico fino al tutto il 1991. Consolidando poi la sua posizione e vincendo un'elezione non contestata alla presidenza nel dicembre 1991. 

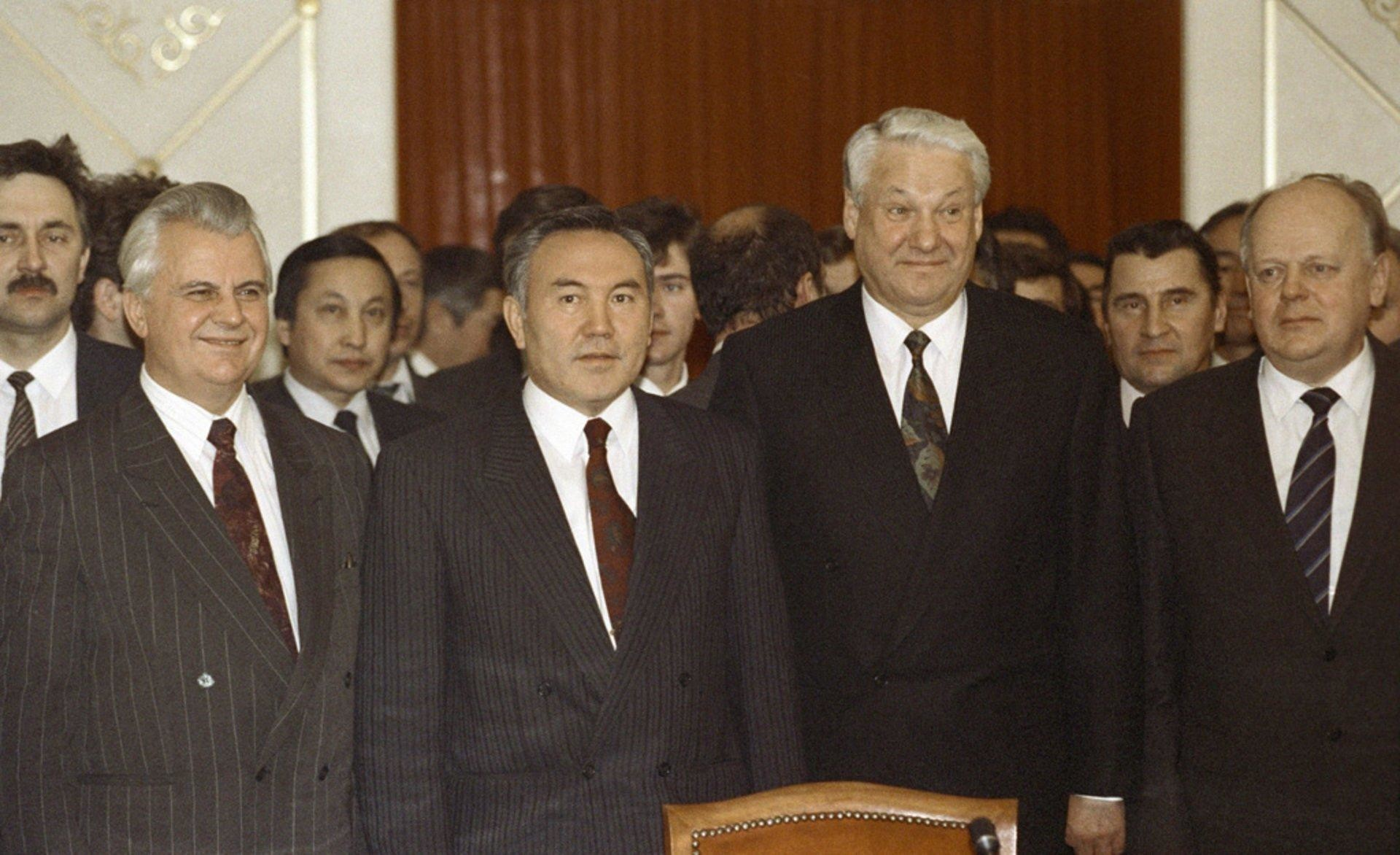
Nazarbaev (secondo da sinistra in prima fila) alla firma del protocollo Alma-Ata, dicembre 1991.

Una settimana dopo le elezioni, Nazarbaev divenne presidente di uno stato divenuto indipendente quando i leader di Russia, Ucraina e Bielorussia firmarono i documenti che dissolvevano l'Unione Sovietica. Ha rapidamente convocò una riunione dei leader dei cinque stati dell'Asia centrale (Kazakistan, Kirghizistan, Tagikistan, Turkmenistan e Uzbekistan), sollevando la possibilità di una confederazione turca delle ex repubbliche come contrappeso agli stati slavi di Russia, Ucraina e Bielorussia. Questa mossa convinse i tre presidenti slavi a includere il Kazakistan tra i firmatari di un documento di scioglimento. La capitale del Kazakistan ha dato il nome al protocollo Alma-Ata, la dichiarazione di principi del Commonwealth degli Stati indipendenti. Il 16 dicembre 1991, cinque giorni prima della dichiarazione, il Kazakistan divenne l'ultima delle repubbliche a proclamare la propria indipendenza.
La repubblica ha seguito lo stesso modello politico generale degli altri quattro stati dell'Asia centrale. Dopo aver dichiarato la propria indipendenza da una struttura politica dominata da Mosca e dal Partito Comunista dell'Unione Sovietica (PCUS) fino al 1991, il Kazakistan ha mantenuto la struttura governativa e la maggior parte della leadership che aveva detenuto il potere nel 1990. Nazarbaev, eletto presidente della repubblica nel 1991, rimase al potere in maniera indiscussa per altri cinque anni.
Egli fece diversi passi per assicurarsi la sua posizione. La costituzione del 1993 venne affidata al primo ministro e al Consiglio dei ministri con la responsabilità esclusiva del presidente e due anni dopo una nuova costituzione rafforzò tale relazione. Le parti in opposizione erano limitate da restrizioni legali alle loro attività. In quel quadro, Nazarbaev guadagnò una notevole popolarità limitando lo shock economico della separazione dall'Unione Sovietica e mantenendo l'armonia etnica in un paese con più di 100 nazionalità diverse. Nel 1997 la capitale del Kazakistan fu spostata da Almaty ad Astana e l'omosessualità fu depenalizzata l'anno successivo.

### I rapporti con la Russia

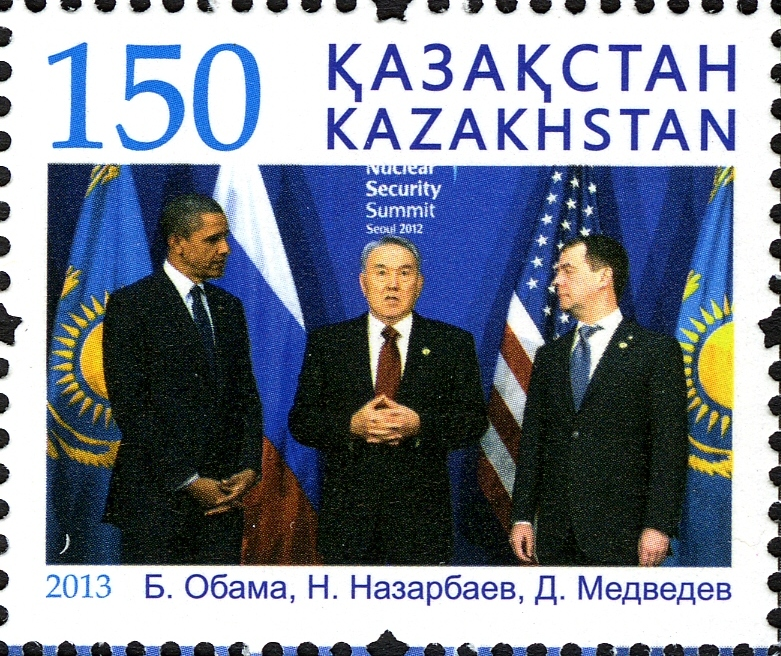
Francobollo del Kazakistan, 2013: Barack Obama, Nursultan Nazarbaev e Dmitrij Medvedev

Durante la metà degli anni '90, sebbene la Russia sia rimasta lo sponsor più importante del Kazakistan in materia di sicurezza economica e nazionale, Nazarbaev ha sostenuto il rafforzamento della CSI. Poiché le delicate questioni etniche, di sicurezza nazionale ed economiche hanno raffreddato le relazioni con la Russia durante il decennio, Nazarbaev ha coltivato le relazioni con la Cina, le altre nazioni dell'Asia centrale e l'Occidente; tuttavia, il Kazakistan rimane principalmente dipendente dalla Russia. Il cosmodromo di Bajkonur, costruito negli anni '50 per il programma spaziale sovietico, è vicino a Tyuratam e la città di Baikonur è stata costruita per ospitare il porto spaziale.

### Rapporti con gli Stati Uniti
Il Kazakistan mantiene anche buoni rapporti con gli Stati Uniti. Il paese è il 78° più grande partner commerciale degli Stati Uniti, incorrendo 2,5 miliardi di dollari nel commercio a due vie ed è stato il primo paese a riconoscere il Kazakistan dopo l'indipendenza. Nel 1994 e 1995, gli Stati Uniti hanno lavorato con il Kazakistan per rimuovere tutte le testate nucleari dopo che quest'ultima ha rinunciato al suo programma nucleare e chiuso i siti di prova di Semipalatinsk; gli ultimi siti e tunnel nucleari sono stati chiusi nel 1995. Nel 2010, il presidente degli Stati Uniti Barack Obama incontrato Nazarbaev al vertice sulla sicurezza nucleare a Washington DC e ha discusso di intensificare le relazioni strategiche e la cooperazione bilaterale per aumentare la sicurezza nucleare, la stabilità regionale e la prosperità economica.